# 第403飛行隊 (航空自衛隊)
第403飛行隊（だい403ひこうたい、JASDF 403rd Tactical Airlift Squadron）は、航空自衛隊航空支援集団第3輸送航空隊隷下の輸送機部隊である。美保基地に所属し、C-2輸送機を運用する。

## 概要

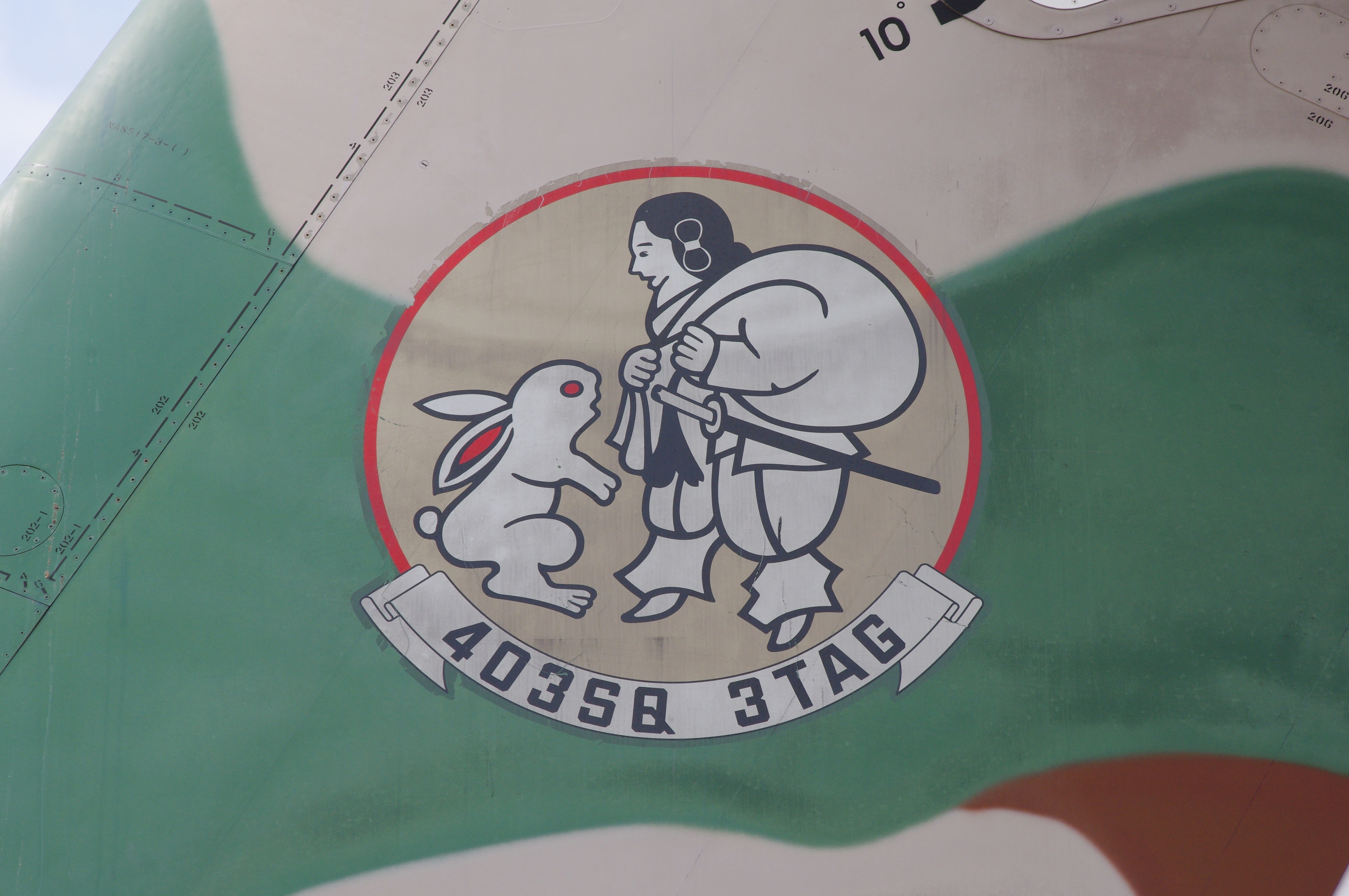
第403飛行隊部隊マーク。因幡の白兎から、白兎とそれを救った大国主命をモチーフにデザインされている。

第403飛行隊は美保基地を拠点とし、C-2輸送機による空中輸送、陸上自衛隊に対する空挺協力、輸送機操縦者等の養成、島根県隠岐の島からの急患の空輸などの災害派遣や国際緊急援助活動等の任務を実施している飛行隊である。
第403飛行隊の前身は、1961年（昭和36年）7月15日に、輸送航空団（現:航空支援集団）隷下に編成された教育飛行隊であり、1978年（昭和53年）3月31日に、第403飛行隊へ改編された。
部隊マークは、初代が青い丸に輸送航空団の略称「ATW」と「3」を白色で桜の花の形にデザインしたものとなっており、2代目が青い丸に第403飛行隊のコールサイン「コメット」に由来した、箒に乗って「3」をかたどった航跡を描いて飛ぶ魔女をデザインしたものになり、3代目の現行が因幡の白兎と大国主命の神話がモチーフとなったデザインになっている。

## 沿革
- 1978年（昭和53年）3月31日 - 輸送航空団隷下で美保基地にて部隊編成。
- 1979年（昭和54年）3月19日 - C-1配備。
- 2015年（平成27年）6月22日 - YS-11P用途廃止開始[3]。
- 2017年（平成29年）
  - 3月28日 - C-2配備開始[2]。
  - 5月29日 - YS-11Pラストフライト[4]。
  - 11月8日～11月17日 - C-2によるジブチまでの初の国外運航訓練を実施し、帰途にアラブ首長国連邦で11月12日から11月16日の期間に開催されたドバイ航空ショーに参加した[5][6]。
  - 11月25日～12月1日 - C-2による国外運航訓練を実施し、ニュージーランド及びオーストラリアに寄航した[5][7]。
- 2018年（平成30年）1月31日 - C-2による任務飛行開始。硫黄島戦没者遺骨収集に係る遺骨収集団員の輸送等の支援任務に従事[8][9]。
  - 3月12日～3月19日 - C-2による北米方面への国外運航訓練実施[10]。
  - 3月30日 - 部隊創設40周年記念式典を実施[11]。
  - 4月4日 - C-1が第402飛行隊へ配属替え[11]。
  - 7月7日～7月19日 - イギリスでのロイヤル・インターナショナル・エアタトゥー（英語版）（RIAT 2018）等に参加し、C-2の地上展示を実施[12]。
  - 9月1日～9月9日 - ジブチでの平成30年度在外邦人等保護措置訓練に参加[13]。
  - 12月1日～12月8日 - インドのアグラ空軍基地（英語版）において、初の日印共同訓練「シンユウ・マイトゥリ18」を実施[14]。
- 2019年（平成31年）2月24日～3月5日 - C-2によるアジア、大洋州方面等の国外運航訓練を実施。オーストラリアでのアヴァロン・エアショー（英語版）において、海外では初の飛行展示を実施したほか、航空自衛隊機として初めてフィジーのナンディ国際空港に寄航した[15][16]。
- 2019年（令和元年）6月9日～6月26日 - C-2による欧州、中東方面等の国外運航訓練を実施。フランスでのパリ航空ショーに初参加し、地上展示を実施したほか、カンボジア、アラブ首長国連邦に寄航した[17]。
  - 11月12日～11月23日 - C-2による国外運航訓練を実施。アラブ首長国連邦のドバイでのドバイ航空ショーに参加し、地上展示のほかデモ飛行を実施した[18][19]。

## 歴代運用機

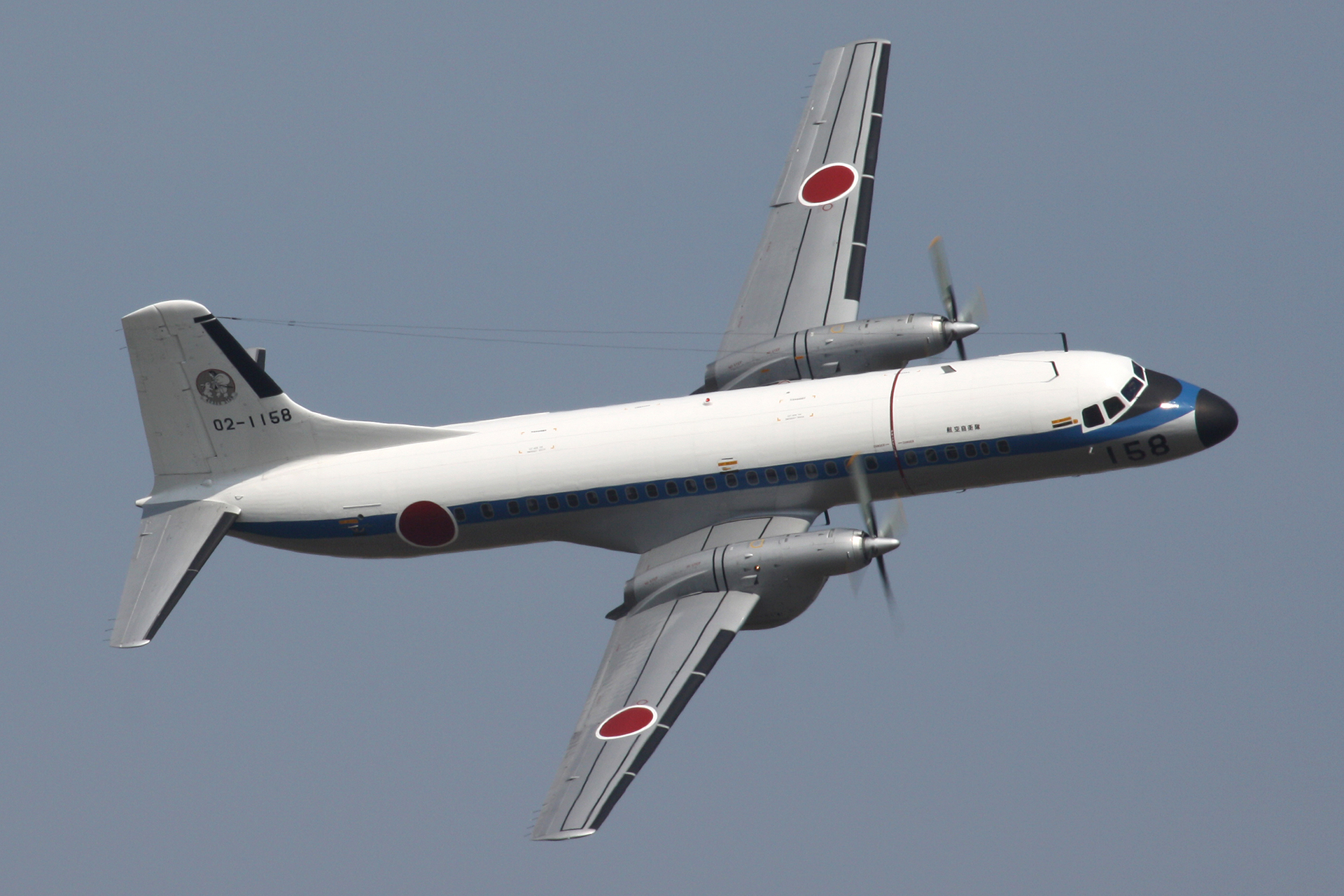
第403飛行隊で運用したYS-11P

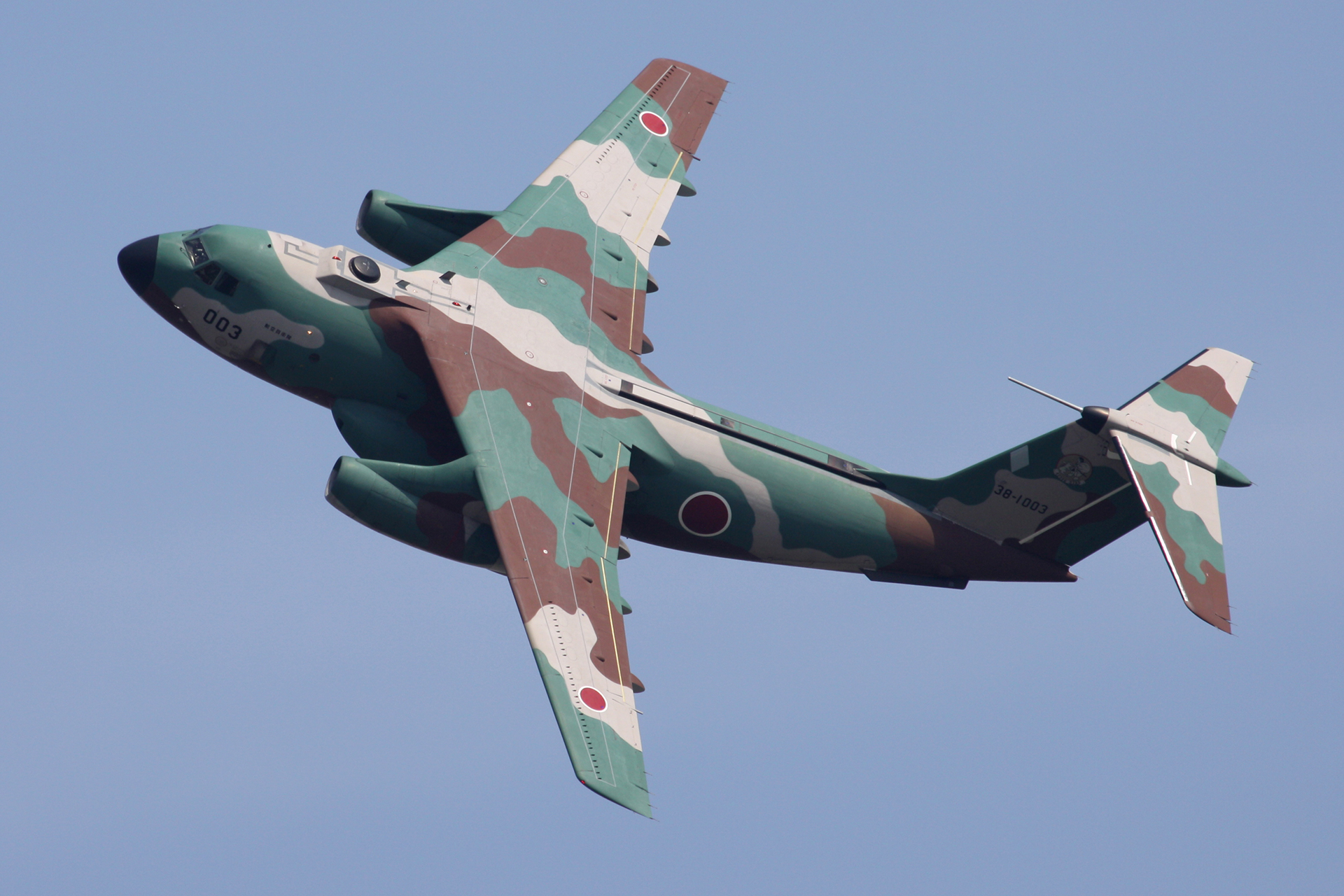
第403飛行隊で運用したC-1

- YS-11（1978年～2017年）
- C-1（1979年～2018年）
- C-2（2017年～）